# Zonaria
Zonaria is een geslacht van weekdieren uit de klasse van de Gastropoda (slakken).

## Soorten
- Zonaria angolensis (Odhner, 1923)
- Zonaria picta (Gray, 1824)
- Zonaria pyrum (Gmelin, 1791)
- Zonaria sanguinolenta (Gmelin, 1791)
- Zonaria zonaria (Gmelin, 1791)